# Hrvatski list (dnevni list, Osijek)
Hrvatski list je bio hrvatski dnevnik iz Osijeka. 

## Povijest
Ove novine su počele izlaziti 1920., a prestale su izlaziti 1945. Vlasti su ljeti 1921. bile zabranile ovaj list. Smatra ga se osječkom granom ustaškog pokreta u domovini.
Pokrenuo ga je i uređivao Kerubin Šegvić, zatim Lujo Vice, a za vrijeme drugog svjetskog rata, Kamilo Krvarić.